# Comuna Skørping
Skørping (Skørping Kommune) a fost o comună din comitatul Nordjyllands Amt, Danemarca, care a existat între anii 1970-2006. Comuna avea o suprafață totală de 238,15 km² și o populație de 9.799 de locuitori (în 2004), iar din 2007 teritoriul său face parte din comuna Rebild.
1. ↑  Danske borgmestre 1970-2018 (PDF)